# Derechos de la mujer en Chile
Las vidas, roles y derechos de la mujer en Chile han experimentado muchos cambios a lo largo del tiempo. Los roles sociales de las mujeres chilenas históricamente se han visto afectados por los roles de género tradicionales , pero a lo largo del siglo XX, las mujeres se involucraron cada vez más en la política y la protesta, lo que resultó en disposiciones de la Constitución para defender la igualdad entre hombres y mujeres y prohibir la discriminación sexual.
Los logros educativos, la participación en la fuerza laboral y los derechos de las mujeres han mejorado, especialmente desde que Chile volvió a ser una democracia en 1990. Chile legalizó el divorcio en 2004 y también es uno de los pocos países que ha elegido una presidenta. Sin embargo, las mujeres chilenas aún enfrentan muchos desafíos económicos y políticos, incluida la disparidad de ingresos, las altas tasas de violencia doméstica y los roles de género persistentes.

## Historia de la mujer

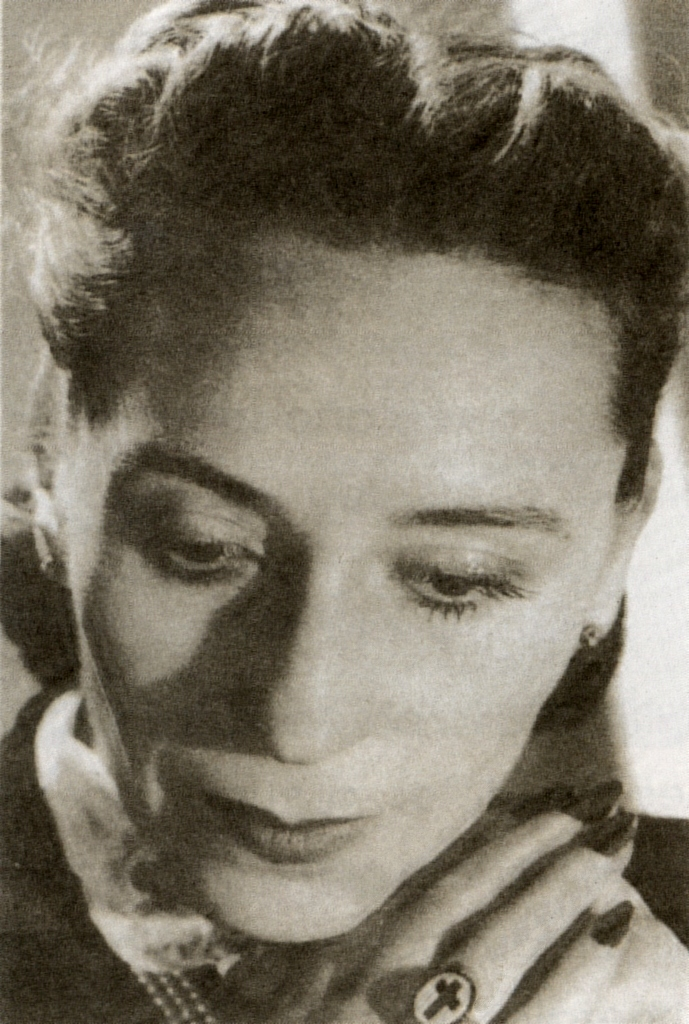
María de la Cruz Toledo, (1912-1995), activista política chilena por el sufragio femenino, periodista, escritora y comentarista política. En 1953, se convirtió en la primera mujer elegida para el Senado de la República.

A las mujeres se les concedió el derecho al voto en 1931 y 1949 durante la era presidencial de Chile. También durante la época, miles de mujeres protestaron contra el presidente socialista Salvador Allende en la llamada «Marcha de las Ollas y Cacerolas Vacías». Durante el régimen autoritario de Augusto Pinochet, las mujeres también participaron en las protestas contra el plebiscito de Allende en el que las mujeres votaron "no". Durante el periodo en Chile bajo el general Pinochet, el estado de los derechos legales de las mujeres quedó rezagado en la mayor parte de América Latina, a pesar de que Chile tenía una de las economías más fuertes de América del Sur. Chile volvió a la democracia en 1990, lo que provocó cambios en la vida y los roles de las mujeres dentro de la sociedad. Desde el retorno a la democracia, el gobierno de Chile ha invertido más recursos políticos y económicos para expandir los programas de bienestar social que antes. La coalición política Concertación estuvo en el poder desde el final de la dictadura de Pinochet el 11 de marzo de 1990 hasta el 11 de marzo de 2010, cuando asumió el electo Sebastián Piñera. Entre 2006 y 2010, Michelle Bachelet, del Partido Socialista (PS), se convirtió en la primera mujer presidenta de Chile.

### Mujer en la sociedad
Chile ha sido descrito como uno de los países más conservadores socialmente de América Latina. En comparación con Estados Unidos, Chile no tuvo tantas feministas entre su evolución de la intrusión de las mujeres en la esfera política. Las mujeres chilenas estimaban el catolicismo como su rito de iniciación, que inició movimientos de mujeres en oposición a la irrupción del partido político liberal en el gobierno chileno. El entorno domesticado tradicional al que estaban acostumbradas las mujeres se utilizó como un razonamiento patriarcal para la restricción de los votos de las mujeres. Sin embargo, las convicciones religiosas de los chilenos como católicos devotos iniciaron su deseo de votar en contra del inflexible Partido Liberal anticlerical. En 1875, Domitila Silva y Lepe, viuda de un exgobernador provincial, leyó los requisitos que consideraban "todos los chilenos adultos el derecho al voto", y fue la primera mujer en votar. Otras mujeres chilenas elitistas siguieron su audaz iniciativa, que resultó en que el Partido Liberal (PL) anticlerical del Congreso aprobara una ley que negaba a las mujeres el derecho al voto. A pesar de este revés, la Sra. Lepe y otras mujeres de élite expresaron sus posiciones religiosas al Partido Conservador (PCon). El PCon se mostró favorable a las mujeres porque sabían que su apoyo influiría en la dominación política del partido conservador. En 1912 comenzó a estallar el Catolicismo Social. El Catolicismo Social —organización de mujeres de clase alta y de mujeres de clase trabajadora— fue dirigida por Amalia Errázuriz de Subercaseaux. Presentó la Liga de Damas Chilenas entre otras 450 mujeres de 'clase media alta' con la intención de "proteger y defender los intereses de aquellas mujeres que trabajaban para ganarse la vida sin atentar contra los principios de orden y autoridad". Después de esta organización, muchas otras mujeres de élite comenzaron instituciones de mujeres construidas socialmente. Amanda Labarca también era elitista, pero no estaba de acuerdo con el sometimiento de las mujeres privilegiadas a las mujeres de la clase trabajadora y fundó el club de lectura de mujeres. Ella creía que las mujeres deberían recibir educación, independientemente de su nivel socioeconómico, para tener un papel más influyente y productivo en la sociedad.

### Roles de género
Las creencias tradicionales sobre el rol de género prevalecen en la sociedad chilena, específicamente las ideas de que las mujeres deben enfocarse en la maternidad y ser sumisas a los hombres. Un estudio de 2010 del Programa de las Naciones Unidas para el Desarrollo (PNUD) informó que el 62% de los chilenos se opone a la plena igualdad de género. Muchos de los encuestados expresaron la creencia de que las mujeres deberían limitarse a los roles tradicionales de madre y esposa. Sin embargo, el Informe sobre el desarrollo mundial de 2012 afirma que las actitudes de los hombres hacia la igualdad de género son que "los hombres no salen perdiendo cuando se promueven los derechos de las mujeres".

### Maternidad
El catolicismo está plenamente incorporado en las identidades familiares chilenas. La Virgen María es el ejemplo idolatrado de maternidad. Sus actos puros y sacrificados deben ser encarnados por madres chilenas. Tradicionalmente, se supone que las mujeres son las conocedoras de la resistencia como la Virgen María. El significado bíblico se retrata a través del gobierno tradicional de Chile. A principios de la década de 1900, los ejemplos de género entre el catolicismo estaban incorporados por el 'gobierno patriarcal' y el sufragio de las mujeres. Las mujeres fueron domesticadas y confinadas en el hogar. A fines de la década de 1940, la primera dama Rosa Markmann abrazó los problemas de la mujer en reconocimiento a los Centros de Madres, las mujeres que obtuvieron acceso a recursos para cumplir con su rol de amas de casa, alentaron a las mujeres como consumidoras a luchar contra los altos costos de vida y despertar su interés. en participar en otras vías de la vida pública dentro del país, como el trabajo y la participación política. Los esfuerzos de la primera dama para defender la evolución de la reforma de la mujer llevaron a las técnicas modernas de la reforma de la mujer. En la década de 1960, las campañas del demócrata cristiano Eduardo Frei Montalva enfatizaron las mujeres y los problemas de estas. La votación se acababa de convertir en obligatoria para todos los chilenos y fue la primera vez en la historia que el registro de votantes femeninas aumentó del treinta y cinco por ciento al setenta y cinco por ciento. El cambio de gobierno democrático cristiano abrió el acceso de las mujeres al control de la natalidad. Sin embargo, el énfasis del gobierno en la modernización de las instituciones de mujeres y los problemas subyacentes de la jerarquía de género, las mujeres en la pobreza fueron desatendidas. Restricciones dentro de las instituciones de mujeres, centros maternos, restringidas madres menores de 18 años. Para paralizar aún más estructuralmente a las mujeres chilenas, la primera dama María Ruiz-Tagle supervisó el "funcionamiento adecuado" de las organizaciones feministas. La Organización Central de Madres (CEMA) fue creada como una estructura formal para asesorar a las madres chilenas desfavorecidas. Carmen Gloria Aguayo revolucionó los centros maternos durante el período de conflicto entre cambio y tradición durante la campaña democristiana. La Sra. Aguayo también encabezó los departamentos de la mujer del partido entre cuarenta y ocho hombres y reflejó la dirección política de las iniciativas: políticas para proteger la familia, defender los derechos de las mujeres al trabajo, a la licencia por maternidad, a la equidad en la remuneración y la ocupación, nuevas oportunidades de formación. y aprendizaje en el departamento prometido para estudios laborales femeninos. Debido a que el bienestar familiar se consideraba importante dentro de la sociedad chilena, las madres han servido como representación política para tener una voz entre el gobierno.

## Derechos legales
Actualmente, las mujeres tienen muchos de los mismos derechos que los hombres. El Servicio Nacional de la Mujer y la Equidad de Género (SernamEG) está encargado de proteger los derechos legales de las mujeres en el sector público.

### Matrimonio
Hasta hace poco, las mujeres perdían su derecho a administrar sus propios activos una vez casadas y los maridos recibían toda la riqueza, pero esa ley ha cambiado desde entonces y las mujeres ahora pueden administrar sus propios activos. Una pareja también puede firmar un acuerdo legal antes del matrimonio para que todos los activos sigan siendo propiedad de quien los trajo al matrimonio.
Anteriormente, el Código Civil de Chile ordenaba que las esposas debían vivir con sus esposos, ser fieles y obedientes a ellos, pero ya no está en la ley. Una mujer casada no puede ser cabeza de casa o cabeza de familia de la misma forma que un hombre; sin embargo, las mujeres casadas no están obligadas por ley a obedecer a sus maridos.

#### Divorcio
Chile legalizó el divorcio en 2004, derogando un código legal de 1884. La ley que legaliza el divorcio es la Nueva Ley de Matrimonio Civil, que se presentó por primera vez como proyecto de ley en 1995. Había habido proyectos de ley de divorcio anteriores antes, pero este logró asegurar suficiente apoyo conservador y liberal para aprobarse.
Con el divorcio ahora legal, existen cuatro estados matrimoniales dentro de Chile: casado, separado, divorciado y viudo (a). Solo los estados de divorciado y viudo (a) permiten un nuevo matrimonio. Antes de la legalización del divorcio, la única forma de salir del matrimonio era obtener una nulidad civil que solo se otorgaría si se le comunicaba al registrador civil que el cónyuge había mentido de alguna manera con respecto a la licencia de matrimonio, anulando así el contrato matrimonial.

### Propiedad
En el matrimonio, existen tres tipos de bienes: los del esposo, los de la esposa y los bienes comunes que pertenecen a ambos. La tierra y las casas en un matrimonio siguen siendo propiedad de la persona que las trajo al matrimonio, pero para poder venderlas, tanto el esposo como la esposa deben firmar. En el caso de divorcio, tanto el hombre como la mujer tienen derecho a la propiedad del hogar conyugal. En el caso de la muerte de un cónyuge, el cónyuge supérstite, independientemente del sexo, tiene los mismos derechos de herencia que el hogar conyugal. Si no hay testamento cuando el esposo muere, la esposa recibe la misma categoría que los hijos para la herencia. Antes del matrimonio, una pareja puede firmar un documento legal que separe todos los bienes para que la mujer y el hombre administren cada uno el suyo; en este caso, el esposo no puede controlar los activos de su esposa.
Si las mujeres trabajan fuera del hogar independientemente de sus maridos, adquieren bienes personales y pueden demostrar que obtuvieron esos bienes a través de su trabajo independiente, entonces estas mujeres trabajadoras pueden acumular estos bienes como propios, sin que sus maridos los toquen.
Los hijos y las hijas tienen los mismos derechos de herencia sobre los bienes muebles e inmuebles de sus padres. Los hombres y las mujeres solteros tienen los mismos derechos de propiedad sobre bienes muebles e inmuebles.
En las zonas rurales de Chile, la herencia es la forma principal en que hombres y mujeres adquieren la tierra, independientemente de que la tierra tenga títulos o no. A veces, las mujeres no pueden reclamar su herencia de tierras sin títulos porque el costo de los documentos legales es demasiado alto.

### Sufragio
A las mujeres se les concedió el derecho a votar en las elecciones municipales de 1935 y obtuvieron el derecho a votar en las elecciones nacionales (parlamentarias y presidencial) del 8 de enero de 1949, lo que les permitió votar en las mismas condiciones que los hombres y aumentó la participación de las mujeres en la política.

### Ley familiar
Tanto los hombres como las mujeres chilenas tienen derecho a un subsidio familiar si tienen hijos menores de dieciocho años a cargo (o veinticuatro si están en la escuela). Existen diferencias en los requisitos de derecho para la asignación familiar relacionada con el cónyuge, ya que un hombre tiene derecho a una asignación familiar si tiene una esposa a cargo, pero una mujer solo tiene derecho a una asignación familiar si su marido está discapacitado. Hasta la reforma de las leyes de paternidad en 1998, los niños nacidos fuera del matrimonio tenían menos derecho al apoyo financiero de los padres y a la herencia que los niños nacidos dentro del matrimonio. En 2007 se aprobó un proyecto de ley para dar a las madres acceso directo a los pagos de manutención infantil.
Las madres trabajadoras de cierto nivel socioeconómico bajo y con comprobante de contrato y horario de trabajo reciben cuidado infantil subvencionado a través de la legislación aprobada en 1994. Este sistema excluye: mujeres cuyos ingresos familiares son demasiado bajos, mujeres desempleadas, mujeres que trabajan en el sector informal y mujeres cuyos trabajos no son por contrato. Chile ofrece licencia por maternidad remunerada para las mujeres que trabajan en el sector formal, pagándoles el 100 por ciento de su salario durante la licencia, y también permite a las mujeres una pausa para alimentarse de una hora cada día hasta que el niño cumpla dos años. Las trabajadoras no vinculadas al mercado formal y sin contrato de trabajo no reciben licencia de maternidad remunerada.
La licencia o crédito de maternidad postnatal es ahora de seis meses en lugar de los tres anteriores.

## Educación

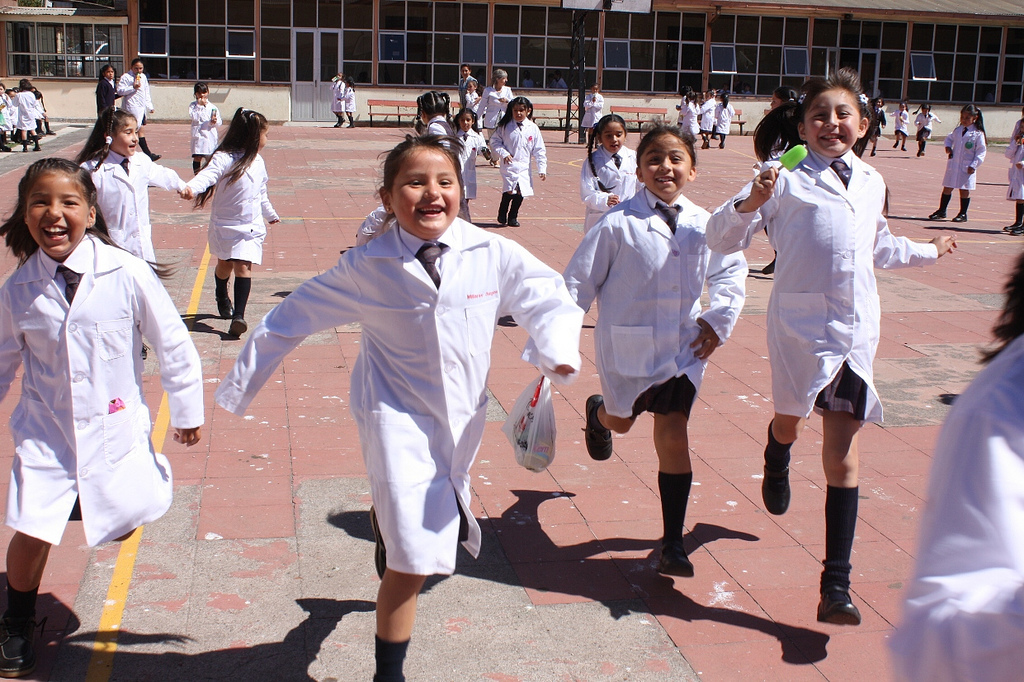
Niñas estudiantes corriendo en el patio de una escuela.

Las tasas de alfabetización de las mujeres casi coinciden con las de los hombres: el 97,4 por ciento de las mujeres saben leer, frente al 97,6 por ciento de los hombres (en 2015). La ley chilena exige la educación primaria y secundaria obligatoria para niños, niñas y niños. En 2007, el Banco Mundial (BM/WB) declaró que los niveles de matrícula de niños y niñas en la educación primaria y secundaria estaban en una "paridad virtual". La educación de las mujeres en Chile es generalmente más alta que en los países vecinos. En la educación superior, a partir de 2002, las mujeres tenían tasas de asistencia similares a las de los hombres, con mujeres con un 47,5 por ciento de asistencia, frente a los hombres con un 52,5 por ciento.

## Empleo

### Participación
Chile tiene una de las tasas de empleo femenino más bajas de toda América Latina, pero la participación de las mujeres en la fuerza laboral ha aumentado constantemente a lo largo de los años. En 2016, la tasa de empleo de las mujeres era del 52%. A pesar de que el 47,5% de los estudiantes universitarios son mujeres, muchas aún optan por ser amas de casa  en lugar de unirse a la fuerza laboral. Un estudio del Banco Mundial de 2012 mostró que la expansión de las guarderías públicas no tuvo ningún efecto sobre la participación femenina en la fuerza laboral. El bajo número de mujeres que ingresan a la fuerza laboral hace que Chile ocupe un lugar bajo entre los países de clase media alta en cuanto a mujeres en la fuerza laboral a pesar de una mayor formación educativa. En Chile, las mujeres más pobres constituyen una proporción menor de la fuerza laboral. Un estudio de 2004 mostró que el 81,4 por ciento de las mujeres trabajaba en el sector de servicios.

### Trabajo formal e informal
Las mujeres han dejado cada vez más el trabajo doméstico no remunerado y se han trasladado a los mercados laborales formales e informales remunerados. Muchas trabajadoras están en el sector informal de Chile porque la competencia nacional por puestos de trabajo ha aumentado el número de trabajos de baja calificación. En 1998, el 44,8 por ciento de las mujeres en edad de trabajar en Chile trabajaba en el sector informal, mientras que sólo el 32,9 por ciento de los hombres trabajaba de manera informal.

### Brecha de ingresos
Para trabajos que no requieren educación superior, las mujeres ganan un 20 por ciento menos de dinero en promedio que los hombres. Para los trabajos que requieren un título universitario, la brecha salarial aumenta al 40 por ciento. Las mujeres sin título universitario obtienen el 83 por ciento de los ingresos que obtienen los hombres sin título universitario. La Encuesta Nacional Socioeconómica (ENS) de 2004 cuatrienal y el informe del Banco Mundial de 2007 dicen que la brecha general de ingresos de género es del 33% (dado que las mujeres ganan el 67% de los salarios de los hombres).

## Política

### Participación femenina en política
Las mujeres no se involucraron en política hasta 1935, cuando pudieron usar por primera vez su voto municipal. El voto municipal, y luego el nacional, hizo que las mujeres se involucraran más en política que antes, presionando al gobierno y a los partidos políticos. Con el aumento de la importancia política de las mujeres, muchos partidos establecieron secciones y/o departamentos de mujeres para obtener apoyo y trataron de buscar el voto de las mujeres, aunque los partidos políticos tardarían años en ver realmente a las mujeres como importantes para la política.

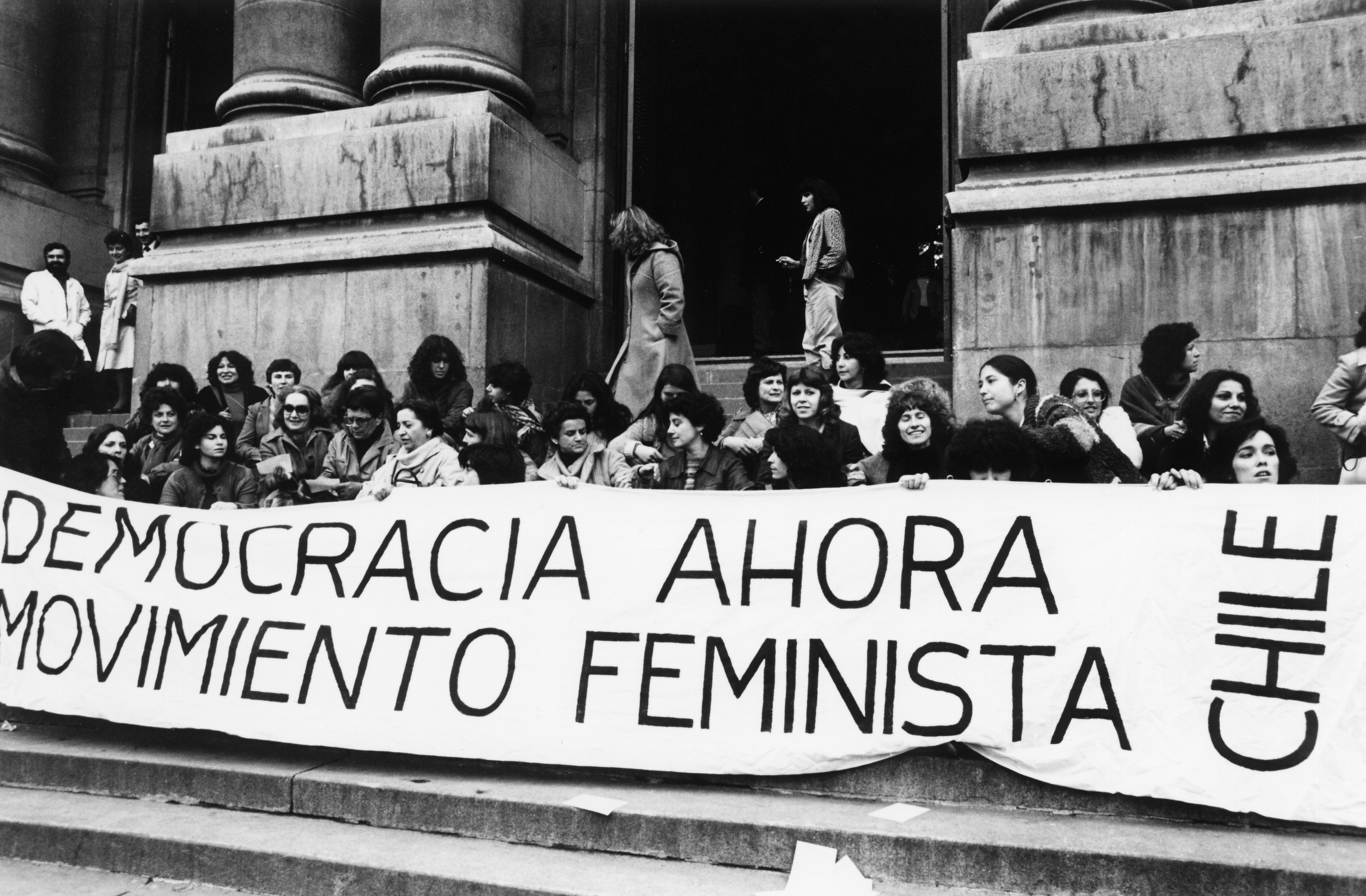
Feministas chilenas se reúnen en Santiago para protestar contra el régimen de Pinochet.

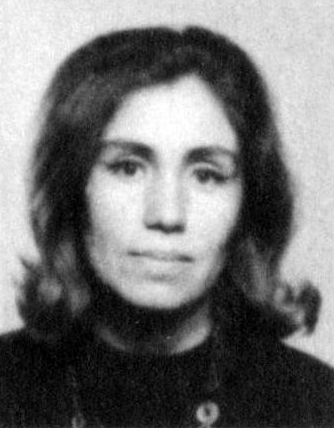
Gladys Marín (1941-2005), activista y figura política chilena. Fue secretaria general del Partido Comunista de Chile (PCCh) entre 1994 y 2002, y luego presidenta de partido hasta su muerte en 2005.

El 1 de diciembre de 1971 miles de mujeres que estaban en contra del recién electo presidente Salvador Allende marcharon por Santiago para protestar contra las políticas gubernamentales y la visita de Fidel Castro a Chile. Esta marcha, conocida como la Marcha de las Ollas y Cacerolas Vacías, reunió a muchas mujeres conservadoras y algunas liberales como fuerza en la política chilena, y en 1977 Augusto Pinochet decretó el día de la marcha como el Día Nacional de la Mujer. Las mujeres también hicieron oír su voz a fines de la década de 1980 cuando el 52 por ciento del electorado nacional era femenino y el 51,2 por ciento de las mujeres votó "no" en el plebiscito de Augusto Pinochet. Se considera que las mujeres en estas protestas populares han desempeñado un papel central en la creciente preocupación nacional por la historia del activismo político de las mujeres.
En 2006, Chile estaba por debajo de otros ocho países latinoamericanos en cuanto a mujeres en cargos políticos. Con pocas legisladoras, mantener la atención en el tema de los derechos de las mujeres es una tarea difícil, especialmente en el Senado, donde hay menos representantes femeninas que en la Cámara de Diputados. A diferencia de la vecina Argentina, donde el 41,6 por ciento de la Cámara de Diputados argentina está compuesta por mujeres, solo el 22,6 por ciento de la cámara baja de Chile está compuesta por mujeres representantes. Chile no tiene un mandato gubernamental que requiera que las mujeres constituyan un cierto porcentaje de los candidatos del partido. La representación política de las mujeres es baja, pero está aumentando en muchos partidos políticos, y existe un apoyo cada vez mayor a una ley de cuotas sobre la representación de las mujeres. Los partidos progresistas de izquierda tienen una mayor apertura a la participación de las mujeres, lo que se evidencia en las cuotas del Partido por la Democracia (PPD) y del Partido Socialista (PS) para la representación de las mujeres como candidatas a cargos internos del partido.
En 2009, activistas exigieron que los candidatos presidenciales desarrollaran reformas que mejoraran las condiciones laborales de las mujeres. Las reformas incluyeron licencia por maternidad, horarios de trabajo flexibles y capacitación laboral. Con el objetivo de mejorar las oportunidades laborales de las mujeres, la expresidenta Michelle Bachelet declaró ilegal solicitar el género de los solicitantes de empleo en las solicitudes y que los empleadores exigieran que las empleadas del sector público se hicieran pruebas de embarazo.

### Feminismo de segunda ola
Siguiendo a estas mujeres chilenas, la fase contemporánea del feminismo se construyó a través del conflicto social entre socialismo y feminismo. El presidente electo democráticamente, Allende, fue derrocado el 11 de septiembre de 1973 cuando un golpe militar invadió su palacio, escindiendo brutalmente a todos los funcionarios del Gobierno de Unidad Popular (UP) y provocando el debatido suicidio de Allende. Esta revolución "El Camino Chileno al Socialismo" llegó a su fin abruptamente, revitalizando la base del gobierno. Sin embargo, la fundación fue rápidamente corrompida por los valores patriarcales. La destacada socióloga feminista María Elena Valenzuela argumentó que el estado militar puede interpretarse como la expresión por excelencia del patriarcado: "La Junta, con un sentido muy claro de sus intereses, ha entendido que debe reforzar la familia tradicional y el rol dependiente de la mujer, que se reduce al de madre. La dictadura, que institucionaliza la  desigualdad social, se fundamenta en la desigualdad en la familia". Estas desigualdades comenzaron a agitar a las mujeres chilenas. Las mujeres comenzaron a formar grupos que se oponían al dominio patriarcal de la esfera política.

### Presidencia de Michelle Bachelet
Michelle Bachelet fue la primera mujer presidenta de Chile, liderando el país entre 2006 y 2010. Durante su presidencia, Bachelet aumentó el presupuesto del Servicio Nacional de la Mujer (SERNAM) y ayudó a la financiación de ganancia institución del Fondo de Desarrollo de las Naciones Unidas para la Mujer. Su administración tuvo un papel activo en la promoción de oportunidades y políticas para y sobre las mujeres, creando o mejorando el cuidado de los niños, la reforma de las pensiones y las leyes de lactancia. Durante su presidencia, Bachelet nombró un gabinete compuesto un 50 por ciento por mujeres.
Bachelet fue la primera directora ejecutiva de la Entidad de las Naciones Unidas para la Igualdad de Género y el Empoderamiento de la Mujer, más conocida como ONU Mujeres.
El 11 de marzo de 2014 asumió la presidencia de Chile por segunda vez.

### Políticas
El Servicio Nacional de la Mujer (SERNAM) ha notado que es más fácil lograr que los políticos apoyen y aprueben programas de alivio de la pobreza dirigidos a mujeres pobres que propuestas que desafían las relaciones de género. Gran parte de la legislación chilena sobre los derechos de las mujeres ha sido impulsada por el SERNAM: entre 1992 y 2010, el SERNAM presentó sesenta y cuatro propuestas legislativas para ampliar la igualdad jurídica de las mujeres.
Históricamente, los partidos progresistas de izquierda han prestado más atención a los derechos de las mujeres. Sin embargo, muchos partidos políticos apoyan con poca sinceridad la agenda de las mujeres y el concepto de igualdad de género, y en cambio dejan que el SERNAM o las organizaciones no gubernamentales tomen cualquier acción.
Aunque el SERNAM existe para ayudar a las mujeres, no existe una cláusula de no discriminación en la Constitución Política de la República de Chile.

## Organizaciones

### Estado

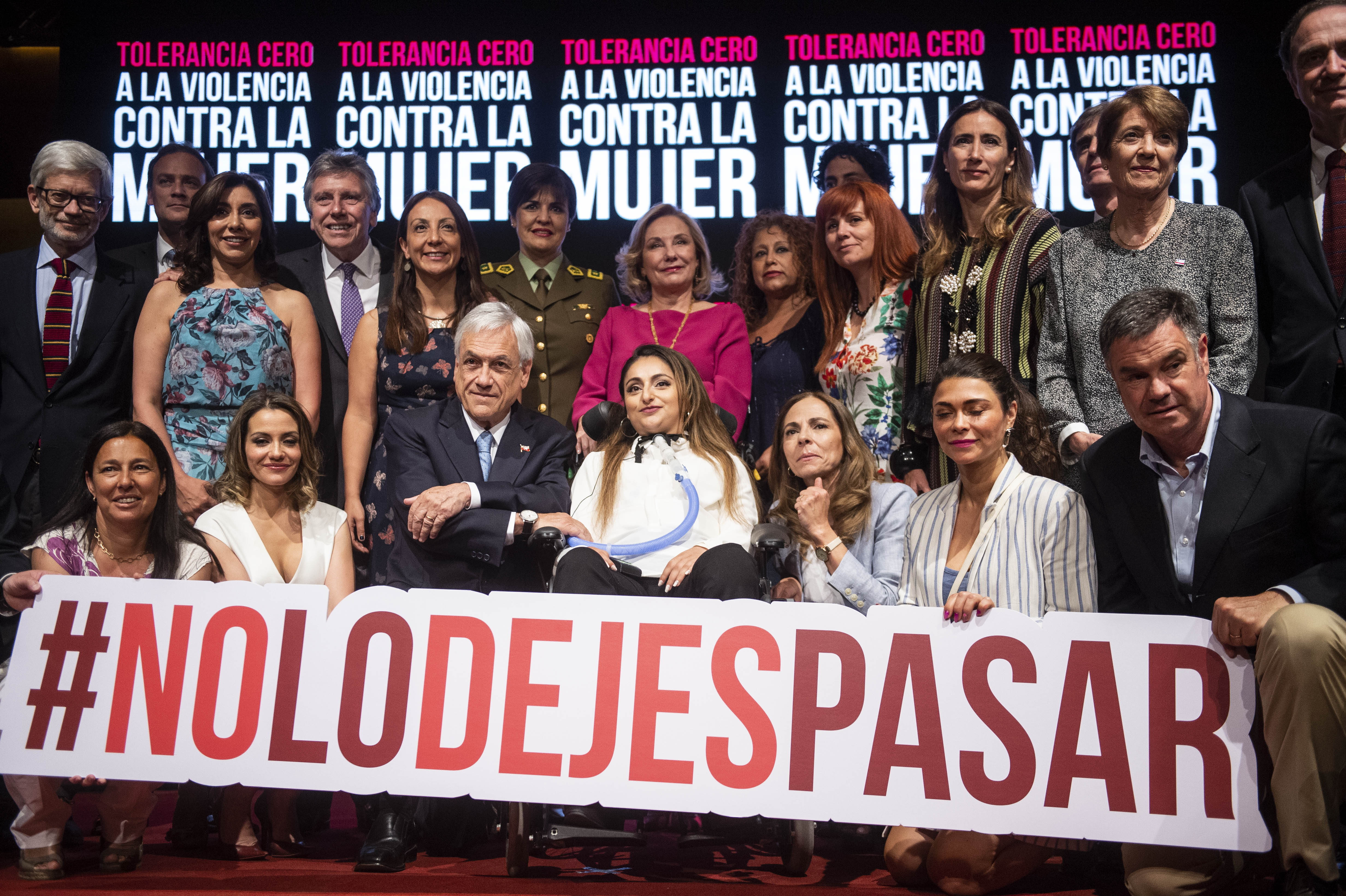
Campaña del Gobierno de Chile sobre la violencia contra la mujer, noviembre de 2018.

El Servicio Nacional de la Mujer y la Equidad de Género (SernamEG) es la institución política que elabora proyectos de ley sobre los derechos de la mujer. Dicho organismo, creado en 1991 como Servicio Nacional de la Mujer (SERNAM), ha establecido un programa de ayuda a las mujeres jefas de hogar, un programa de prevención de la violencia contra la mujer y una red de centros de información que se enfocan en la temática de los derechos de las mujeres. Su presencia en Chile es importante porque fue establecida por ley y es parte permanente de la estructura estatal de Chile. Como institución, tiende a centrar gran parte de su atención en ciertos segmentos de mujeres: mujeres jefas de hogar de bajos ingresos, trabajadoras estacionales, prevención de la violencia doméstica y prevención del embarazo adolescente.
Una queja común que tiene el SernamEG es que las principales personas designadas no son mujeres vinculadas a la comunidad feminista. La institución también tiene restricciones en cuanto a la política de mujeres debido a sus vínculos con el Estado, como se vio en 2000 cuando SERNAM favoreció pero no apoyó explícitamente el proyecto de ley para legalizar el divorcio porque estaba bajo el liderazgo del Partido Demócrata Cristiano (PDC). En 2002 finalmente se le permitió apoyar el proyecto de ley.

### Investigación y activismo

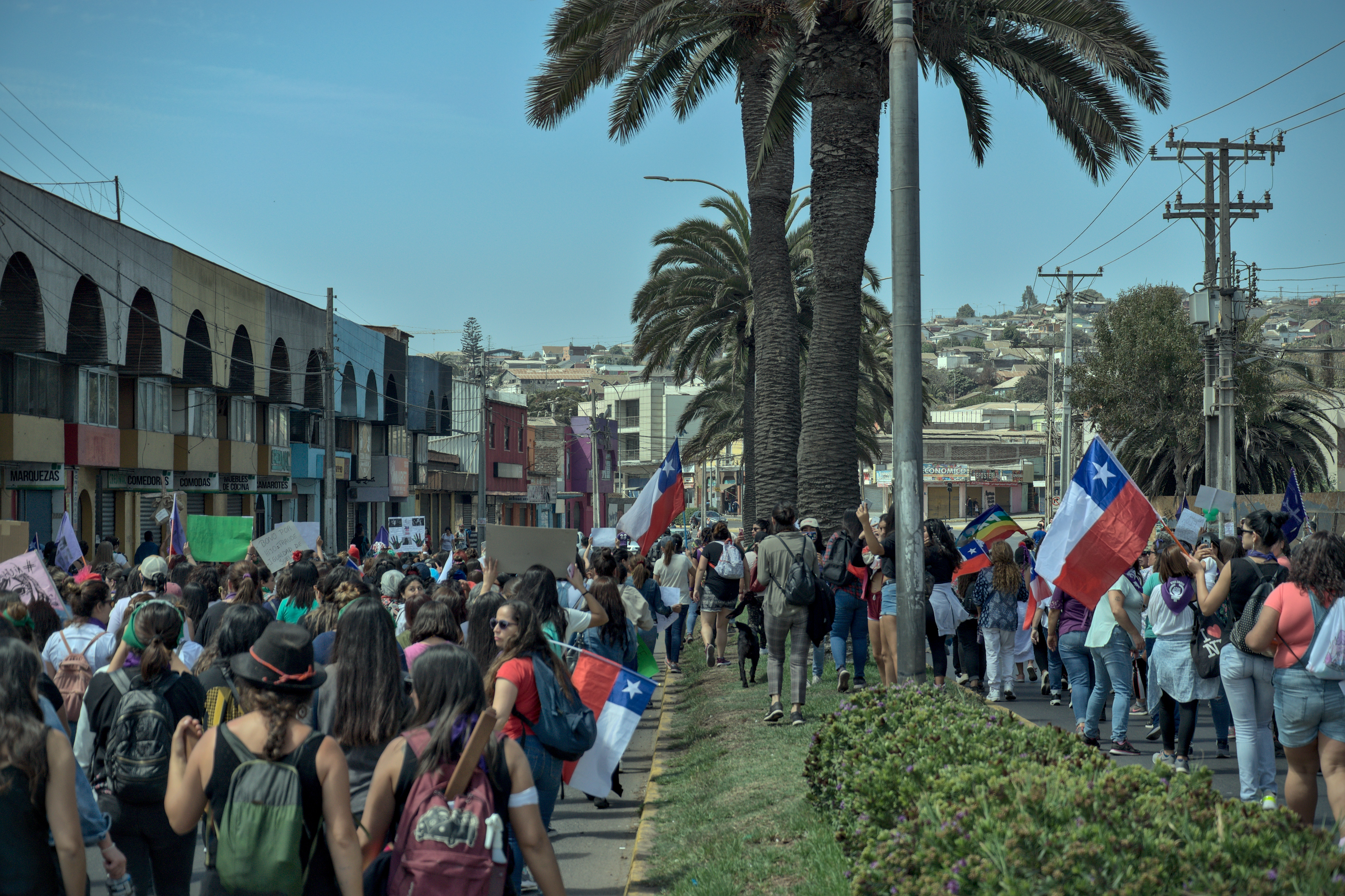
Marcha en el Día Internacional de la Mujer en San Antonio, Chile

Muchos de los grupos de mujeres de Chile funcionan fuera del ámbito estatal.
Los centros de investigación comenzaron a surgir en la última parte del siglo XX, incluido el Centro de Estudios de la Mujer y La Morada. El Centro de Estudios de la Mujer es una organización sin fines de lucro fundada en 1984 que realiza investigaciones, capacita a mujeres, tiene un programa de consultoría y trata de aumentar la participación política de las mujeres. La Morada es otra organización sin fines de lucro que trabaja para expandir los derechos de las mujeres a través de la participación política, la educación, la cultura y los esfuerzos para erradicar la violencia.
El himno feminista chileno, “El violador eres tú”, se volvió viral en 2019. El canto se convirtió en un himno para las mujeres durante el malestar social de octubre de 2019 que fue provocado por la profundización de la desigualdad en el país. La canción tuvo un impacto global, apareciendo en cadenas de televisión, diarios y revistas.

### Relaciones Internacionales
Chile ratificó la Convención de las Naciones Unidas sobre la Eliminación de Todas las Formas de Discriminación contra la Mujer en 1988, declarando internacionalmente su apoyo a los derechos humanos de las mujeres.
Una de las misiones de Chile como parte de la ONU es el compromiso con la democracia, los derechos humanos y la perspectiva de género como fundamentos de la acción multilateral.

## Crímenes contra la mujer

### Violencia doméstica

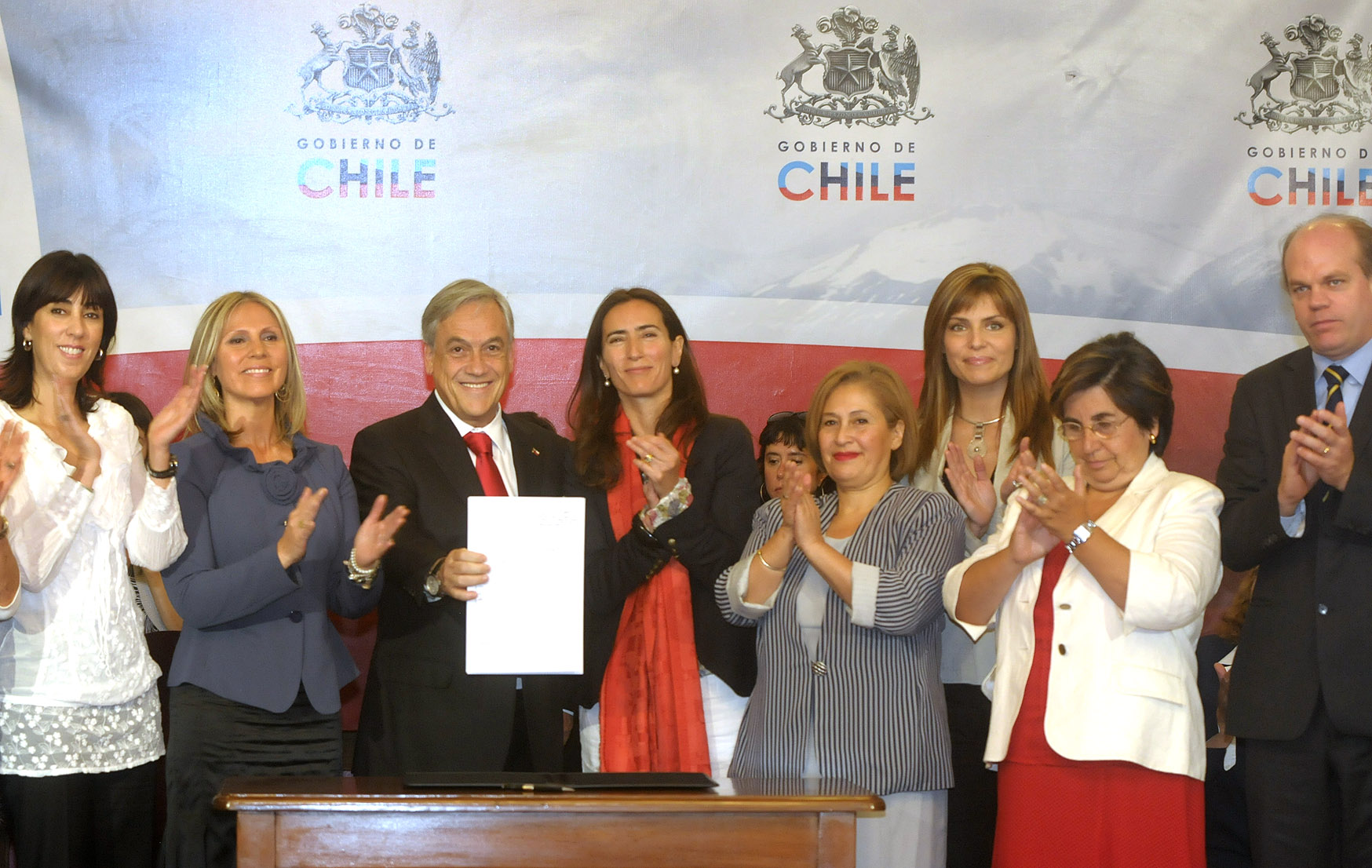
El presidente de la República Sebastián Piñera junto a autoridades femeninas durante la promulgación de la ley contra el femicidio en Chile, 2010.

La violencia doméstica en Chile es un problema grave que afecta a un gran porcentaje de la población, especialmente entre los grupos demográficos de menores ingresos. La Ley de Violencia Intrafamiliar aprobada en 1994 fue la primera medida política para abordar la violencia en el hogar, pero debido a que la ley no se aprobaría sin ser aceptada por ambas partes, la ley era débil en la forma en que abordaba la protección de las víctimas y el castigo de los abusadores. La ley fue posteriormente reformada en 2005. Un estudio de entonces SERNAM de 2004 informó que el 50 por ciento de las mujeres casadas en Chile habían sufrido abuso conyugal, el 34 por ciento informó haber sufrido violencia física y el 16 por ciento informó haber sufrido abuso psicológico. Según otro estudio de 2004, el 90 por ciento de las mujeres de bajos ingresos en Chile sufren algún tipo de violencia doméstica. Debido a la alta prevalencia de la violencia doméstica, muchas mujeres chilenas la aceptan como normal. La legalización del divorcio en 2004 ganó la aprobación de las mujeres en todo el país, especialmente aquellas preocupadas por la violencia doméstica, ya que anteriormente las mujeres no podían escapar de las relaciones abusivas debido a las leyes de divorcio.
Desde enero hasta noviembre de 2005 se denunciaron a Carabineros 76 000 casos de violencia familiar; 67 913 fueron reportados por mujeres, 6404 por hombres y aproximadamente 1000 por niños.

### Violación
La violación, incluida la violación conyugal, es un delito penal. Las penas por violación varían de cinco a 15 años de prisión y el gobierno generalmente hace cumplir la ley. En 2004, se modificó el Código Penal para que la edad para cometer estupro sea 14 años; anteriormente, la edad era de 12 años. La ley protege la privacidad y seguridad de la persona que hace el cargo. En 2006, de enero a noviembre, la policía recibió informes de 1926 casos de violación, en comparación con 2451 casos en todo 2005; los expertos creían que la mayoría de los casos de violación no se denuncian. El Ministerio de Justicia y el PICH tienen varias oficinas específicamente para brindar asesoramiento y asistencia en casos de violación. Varias ONGs, como Corporación de Desarrollo de la Mujer La Morada, brindan asesoramiento a las víctimas de violación.

### Acoso sexual
Una ley de 2005 contra el acoso sexual brinda protección e indemnización financiera a las víctimas y penaliza el acoso por parte de empleadores o compañeros de trabajo. La ley establece una indemnización por despido a cualquier persona que renuncie por ser víctima de acoso sexual si ha trabajado para el empleador durante al menos un año. Durante 2005 la Dirección del Trabajo (DT) recibió 244 denuncias por acoso sexual, y en 2009 se recibieron 82 denuncias. La mayoría de las quejas provienen de mujeres.

### Discriminación
Un estudio de 2005 de Corporación Humanas y el Instituto de Asuntos Públicos de la Universidad de Chile reveló que el 87% de las mujeres encuestadas sentían que las mujeres sufrían discriminación. Según la encuesta, el 95% creía que las mujeres enfrentaban discriminación en el mercado laboral, el 67% creía que enfrentaban discriminación en la política, el 61% sentía que los medios de comunicación discriminaban a las mujeres y el 54% dentro de la familia.

## Otras preocupaciones

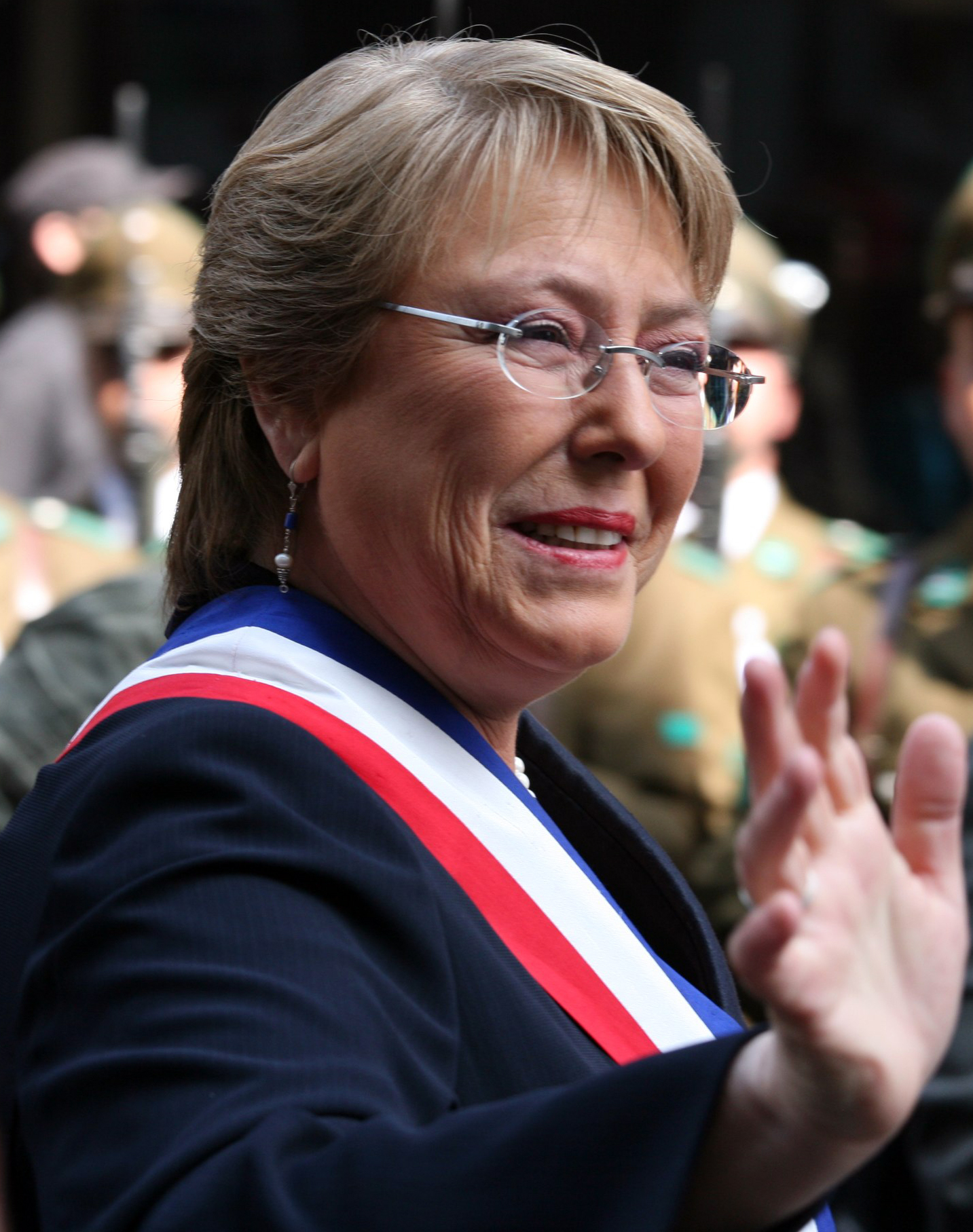
Expresidente de chile

### Familia
Hoy en día, las mujeres más jóvenes optan por no casarse y tienen menos hijos que sus predecesoras. La tasa de fecundidad total a 2015 fue de 1,82 niños nacidos/mujer. Esto está por debajo de la tasa de reemplazo de 2,1 y también más bajo que en años anteriores. Un estudio de 2002 informó que las mujeres urbanas tenían un promedio de 2,1 hijos por mujer, y las mujeres que vivían en zonas rurales tenían más hijos, 2,9. En la década de 1990, tanto las mujeres urbanas como las rurales tenían un promedio de menos hijos que antes. Para aquellas mujeres que tienen hijos, después de los mandatos de cuidado infantil de la expresidenta Michelle Bachelet, los centros de cuidado infantil que brindan servicios gratuitos son cuatro veces más numerosos. Las madres lactantes también tienen el derecho legal de amamantar durante la jornada laboral. Es menos probable que las mujeres busquen divorcios y anulaciones matrimoniales.

### Salud y sexualidad
Las mujeres en Chile tienen una esperanza de vida larga, viviendo un promedio de 80,8 años, unos seis años más que los hombres. La educación sexual rara vez se enseña en las escuelas y muchas familias chilenas la consideran un "tabú". Los amigos y la familia suelen ser la principal fuente de educación sexual. En 1994, Chile despenalizó el adulterio.

#### VIH/sida
La tasa de VIH/sida en Chile se estimó en 2012 en 0,4% de los adultos de 15 a 49 años. Si bien los casos de VIH y sida en mujeres se han estabilizado internacionalmente, Chile ha experimentado un aumento en la infección por VIH/sida. Las creencias sociales sobre los roles tradicionales de las mujeres como madres hacen que las mujeres tengan menos probabilidades de usar anticonceptivos, lo que aumenta la posibilidad de contraer enfermedades. Las mujeres chilenas también se sienten a menudo subordinadas a los hombres debido a estos sistemas de creencias tradicionales, lo que hace que las mujeres sean menos propensas a negociar el uso de condones. En 2007, el 28 por ciento de las personas con VIH/sida en Chile eran mujeres. El número de mujeres que viven con el VIH es menor que el de las que tienen sida. Un estudio de Vivo Positivo mostró que el 85 por ciento de las mujeres que viven con el VIH/sida informaron que tenían poca o ninguna educación o información sobre el VIH/sida hasta el diagnóstico.
Un estudio de 2004 encontró que las mujeres chilenas con VIH/sida eran susceptibles a la esterilización forzada. Cincuenta y seis por ciento de las mujeres chilenas VIH positivas informaron haber sido presionadas por trabajadores de la salud para evitar el embarazo mediante la esterilización. De las mujeres que optaron por esterilizarse, la mitad fueron obligadas o persuadidas a hacerlo. Las mujeres víctimas de abuso doméstico enfrentan un mayor riesgo de contraer el VIH y, en 2004, el 56 por ciento de las mujeres que tienen VIH y el 77 por ciento de las mujeres con VIH/sida fueron víctimas de abuso doméstico, abuso sexual o violación antes de su diagnóstico.

#### Aborto
Entre 1989 y 2017, Chile tuvo algunas de las leyes de aborto más estrictas del mundo, prohibiendo el procedimiento por completo. La ley actual permite el aborto si la vida de la madre está en peligro, en caso de malformaciones letales del feto o en casos de violación.

## Mujeres chilenas notables

### Literatura

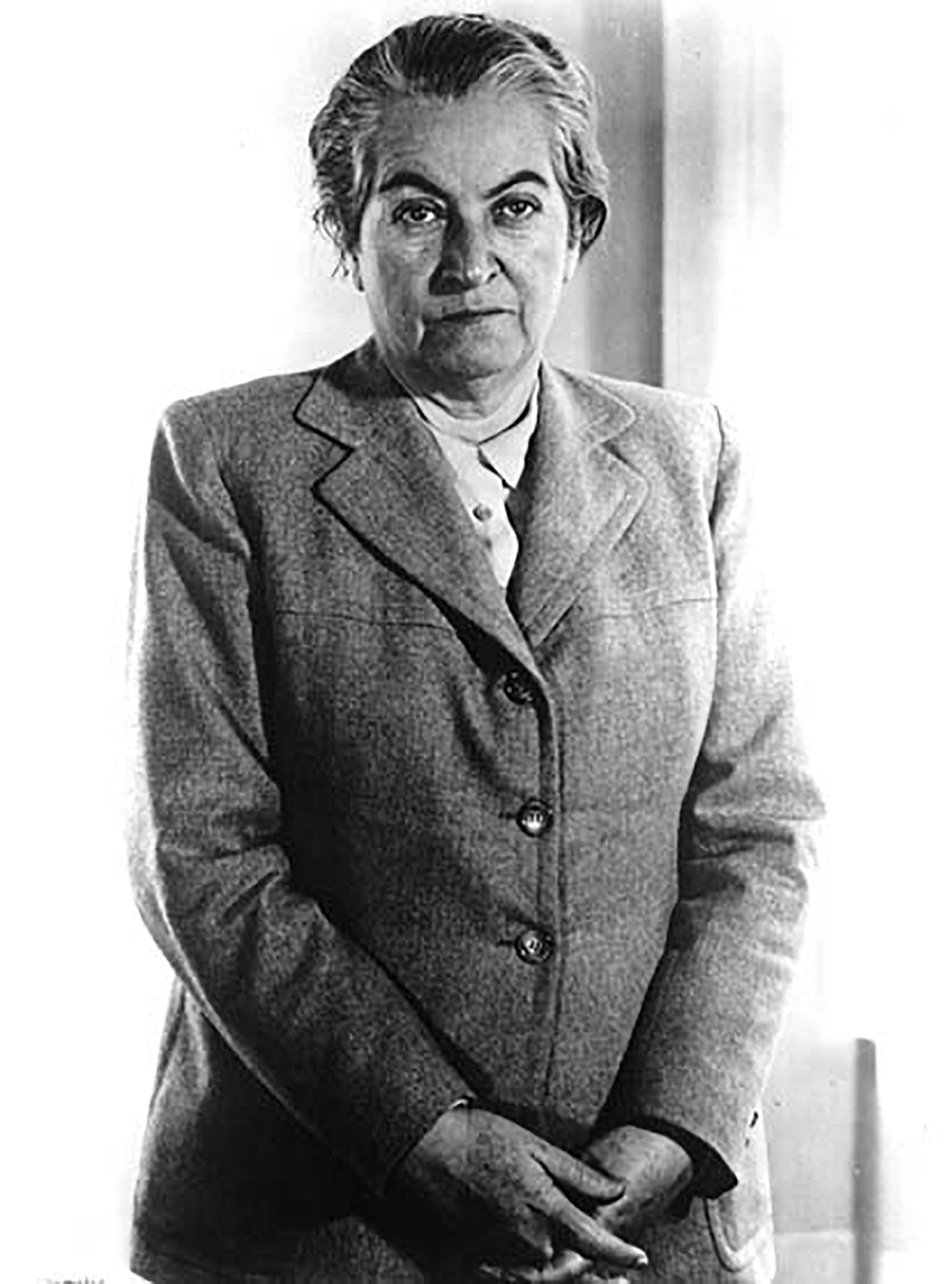
Gabriela Mistral, la primera mujer latinoamericana en ganar un Premio Nobel de Literatura (1945).

Chile tiene una rica historia literaria, siendo descrito como la "Tierra de los Poetas".
- En 1945, Gabriela Mistral fue la primera latinoamericana, incluidos hombres y mujeres, en ganar el Premio Nobel de Literatura.[3][48]
- Otras autoras notables incluyen a Isabel Allende, Marta Brunet, María Luisa Bombal, Marcela Paz y Mercedes Valdivieso.

### Política

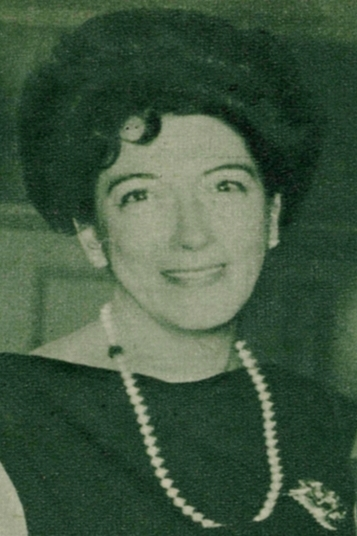
Inés Enríquez Frödden, primera mujer chilena en ser elegida diputada de la República (periodo 1951-1953).

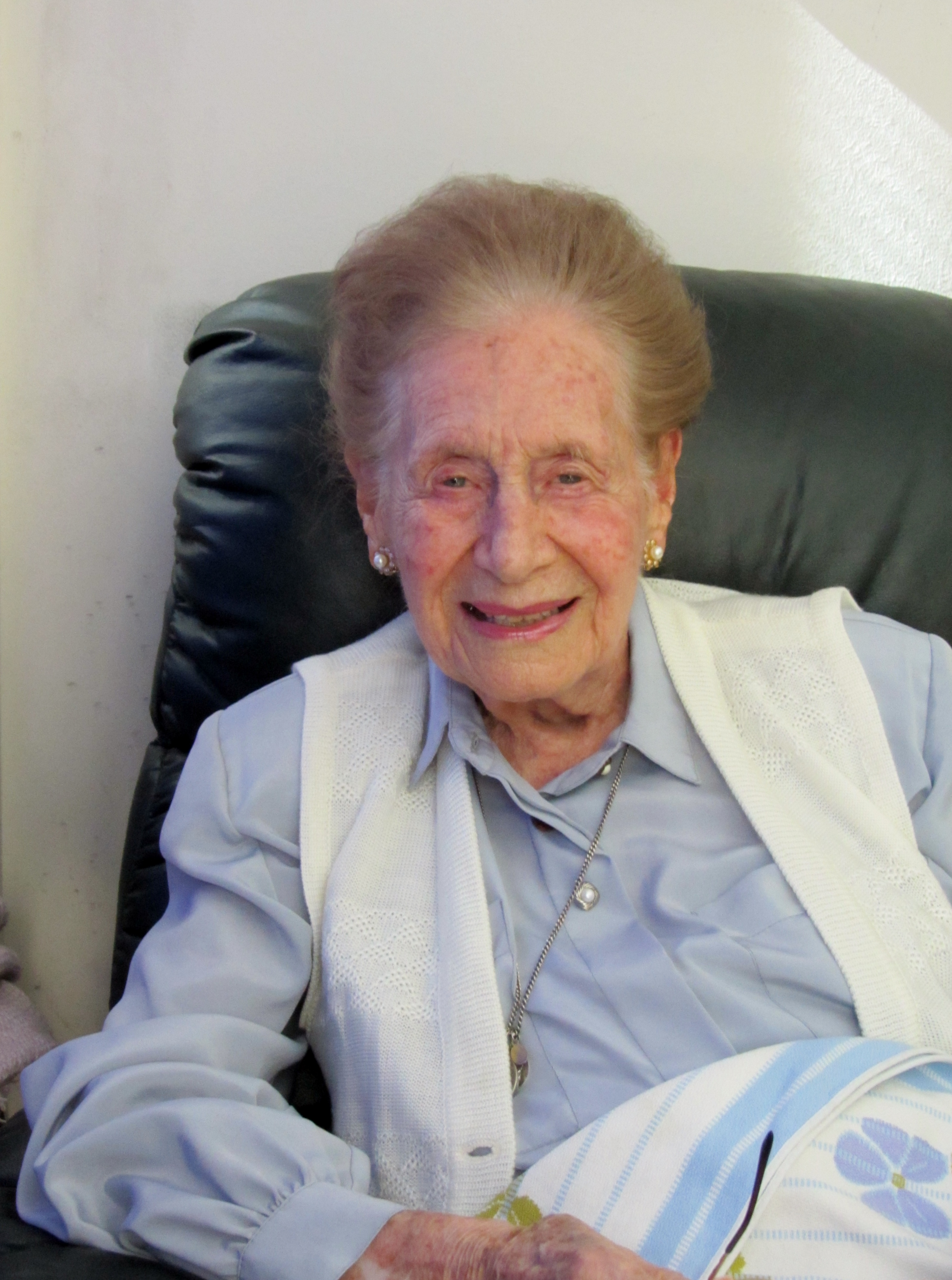
Luz Adriana Margarita Olguín Buche, ministra de Justicia en 1952. Fue la primera mujer en detentar un cargo ministerial tanto en Chile como en América.

- En 1999, Gladys Marín fue una de las primeras mujeres en ser candidata presidencial en Chile.[3] El año anterior, fue la primera persona en Chile en acusar a Augusto Pinochet por los crímenes cometidos durante su dictadura. Marín fue senadora y diputada.
- Sara Larraín fue la otra mujer, junto con Marín, en ser una de las primeras candidatas presidenciales en Chile.
- Desde 2006 hasta 2010, Michelle Bachelet se desempeñó como la primera mujer presidenta de Chile.[6] Sirvió en un segundo mandato entre 2014 y 2018.
- En las elecciones de 2006, Soledad Alvear, una demócrata cristiana, se postuló para la presidencia contra Bachelet.[49] También es la mujer responsable de organizar y estructurar el SERNAM.
- La hija del fallecido presidente Salvador Allende, Isabel, también prima segunda de la autora del mismo nombre, es una destacada política chilena. Se ha desempeñado como diputada y senadora.
- La académica e investigadora Carolina Tohá fue alcaldesa de Santiago, diputada, ministra Segegob y presidenta del Partido por la Democracia (PPD) entre 2010 y 2012.
- Camila Vallejo, militante comunista; ganó popularidad nacional e internacional tras haber sido una de los líderes del movimiento estudiantil de 2011, actualmente es diputada de la República por el periodo 2018-2022.

### Música
- Mon Laferte, junto con Vivir Quintana, estrenaron "Canción sin miedo" de Quintana, junto a una gran agrupación de coristas mujeres.
- Ana Tijoux, Feminista y activista, en sus letras denuncia las carencias sociales y culturales y se posiciona a favor de los derechos de las mujeres y contra la violencia de género.
- Camila Moreno, autora de Quememos el reino nos presenta la crudeza de la violencia contra las mujeres y el reclamo a una sociedad que las violenta.
- Francisca Valenzuela, junto a Ruidosas, establece su cercanía con movimientos como el feminista en la lucha por la igualdad de artistas en conciertos chilenos.
- Denisse Rosenthal, en sus discos donde abarca temas como sororidad, empoderamiento femenino y el amor propio, resaltan los sencillos «Cambio de piel», «Cabello de ángel» y «Lucha en equilibrio».

### Deporte
- Marlene Ahrens, primera mujer medallista olímpica de Chile al obtener medalla de plata en los Juegos Olímpicos de Melbourne 1956 en el lanzamiento de la jabalina y medalla de oro en los Juegos Panamericanos de Chicago 1959 y Sao Paulo 1963.[50]

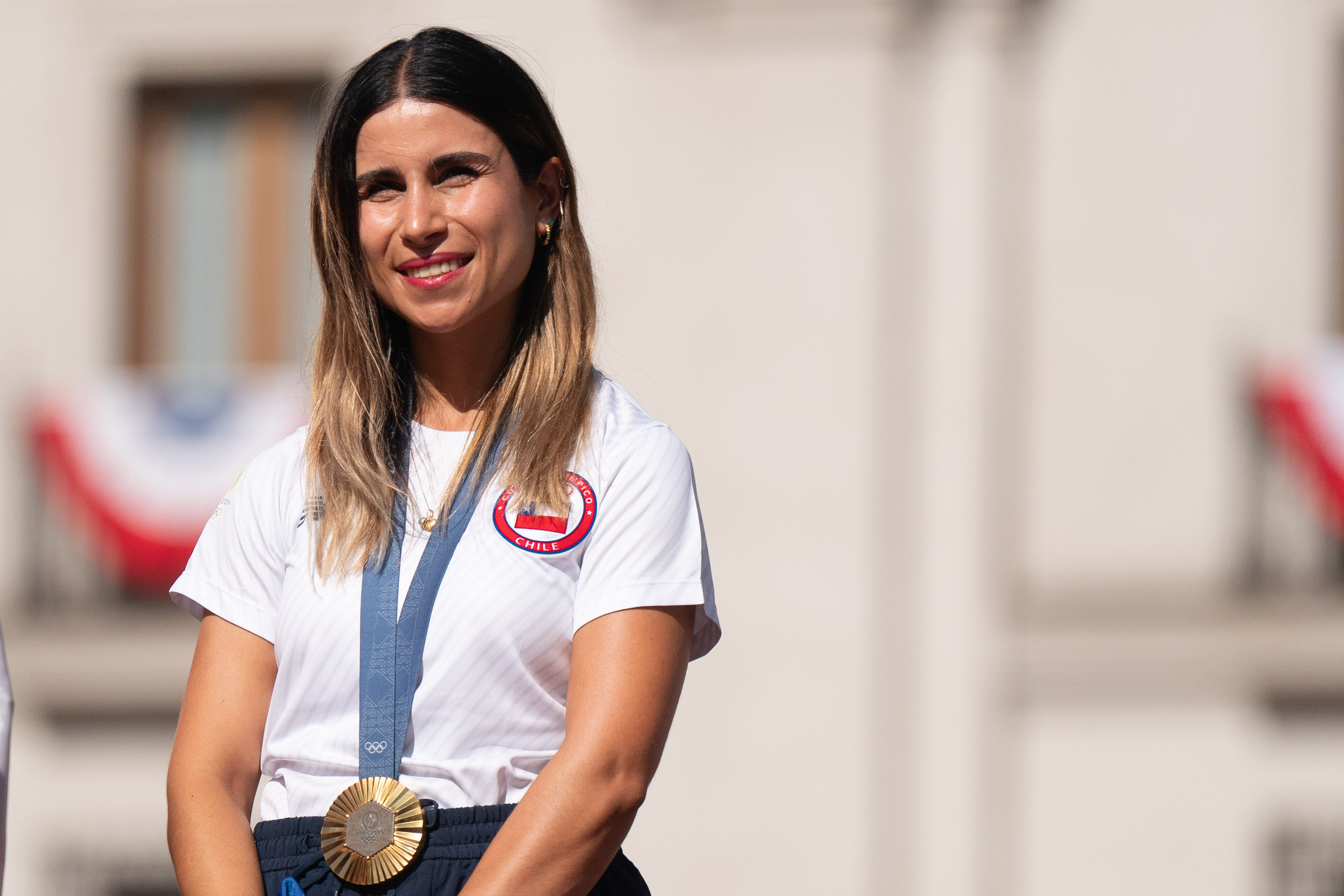
Francisca Crovetto, primera mujer Chilena en obtener una medalla de oro olímpico en los Juegos Olímpicos de París 2024

- Francisca Crovetto Chadid fue la primera mujer Chilena en obtener una medalla de oro olímpico en la prueba de skeet femenino en los Juegos Olímpicos de París 2024.[51]

- Valentina Toro Meneses medallista de oro en los Juegos Panamericanos de 2023 y campeona de la Premier League en 2024 en la categoría 55 kg.[52][53]
- Katherinne Wollermann Zapata, medallista de oro en los Juegos Paralímpicos París 2024 con récord mundial y olímpico.[54][55]
- Francisca Mardones Sepúlveda, medallista de oro en los Juegos Paralímpicos de Tokio 2020 con récord mundial.[56]
- Christiane Endler Mutinelli, galardonada por la FIFA como la mejor porteradel mundo en 2021.[57][58]
- Kristel Köbrich Schimpl, considerada como la mejor nadadora en la historia de Chile y la deportista chilena con más participaciones en Juegos Olímpicos (6 oportunidades).[59][60]
- Bárbara Hernández Huerta, primera sudamericana en completar el Desafío de los Siete Mares (Ocean's Seven).[61][62]

### Milicia

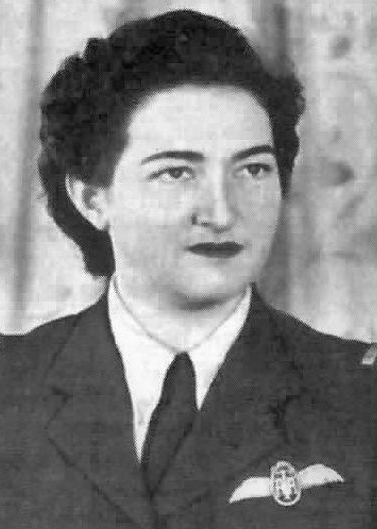
Margot Duhalde c. 1944.

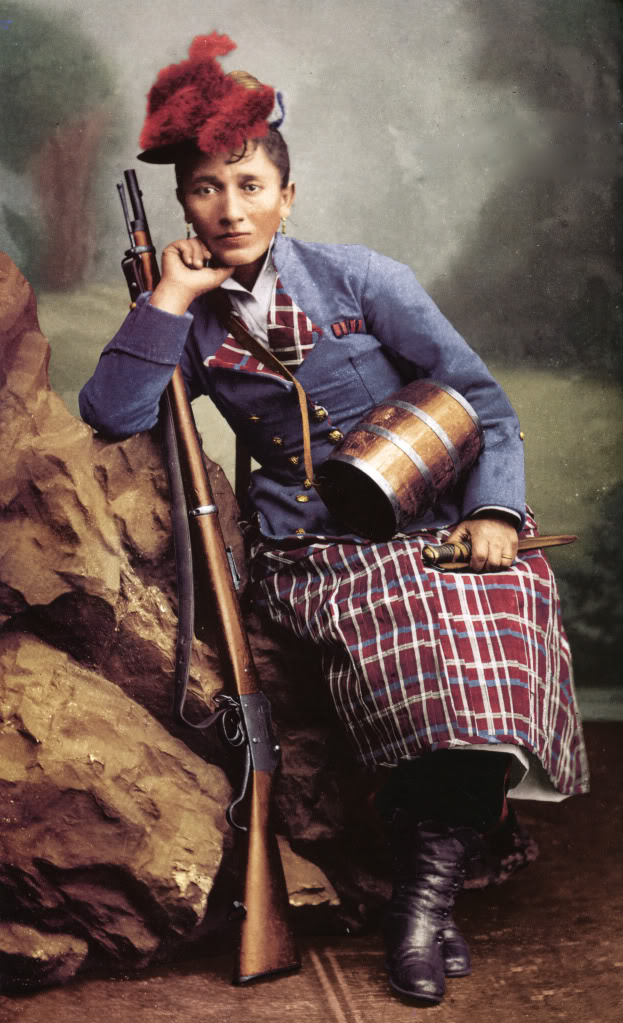
Irene Morales, soldada durante la Guerra del Pacífico que fue reconocida por su valor.

- Javiera Carrera Verdugo fue la primera mujer en coser una bandera nacional de Chile.[3]
- Candelaria Pérez e Irene Morales fueron cantineras que lucharon en la Guerra contra la Confederación y la Guerra del Pacífico, respectivamente, y fueron reconocidas por su valentía en la batalla.[63]
- Margot Duhalde fue la primera mujer piloto de guerra de Chile, habiendo volado para el Auxiliar de Transporte Aéreo de la Royal Air Force durante la Segunda Guerra Mundial.

### Otras

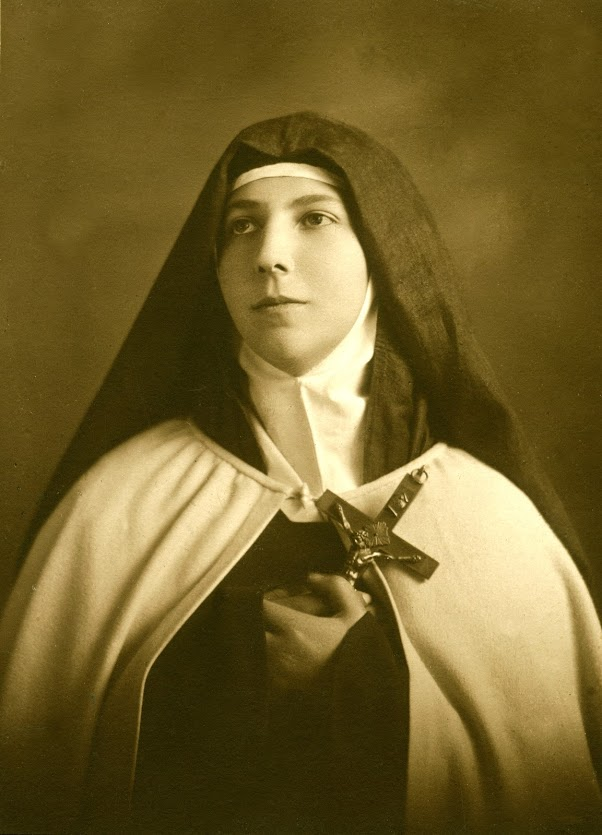
Icónico retrato de Santa Teresa de los Andes en 1919.

- La primera santa canonizada de Chile de la Iglesia católica fue Teresa de los Andes, una Carmelita Descalza, canonizada por el Papa Juan Pablo II en 1993.